# Daniela è felice
Daniela è felice è il 5º album di Mietta, pubblicato nel 1995 con etichetta Fonit Cetra.

## Descrizione
Disco interamente realizzato da Michele Centonze.
Tra le canzoni, anche una cover di Bill Withers: Dentro l'anima (Just The Two Of Us). L'album fu anticipato dal singolo Tu sei te, brano presentato in anteprima assoluta a Vota la voce 1995.
Il video del brano Oggi Dani è più felice, realizzato dal regista Giuseppe Capotondi, verrà premiato come Miglior video straniero in Inghilterra.
Dal 18 Aprile 2025 è disponibile,per la prima volta in formato vinile, in una versione in vinile giallo trasparente / 180 grammi, con tiratura limitata, numerata e autografata di 300 copie per Warner Music Italy e distribuito da Saifam Music. È inoltre disponibile in digital streaming e Digital Downlnoad.

## Tracce
1. Oggi Dani è più felice – 4:57
2. Tu sei te – 4:10
3. Non dormo sola – 4:05
4. Sotto le palpebre – 4:44
5. I believe in love – 4:41
6. Dentro l'anima (Just the two of us) – 4:25
7. Fuggire – 3:48
8. Parlami dentro – 4:06

## Formazione
- Mietta – voce
- Saturnino – basso
- Lorenzo Sebastiani – pianoforte, Fender Rhodes
- Alberto Borsari – armonica
- Marco Tamburini – tromba
- Piero Odorici – sax
- Lalla Francia, Emanuela Cortesi, Sonia Davis – cori